# ستيب أب ثري دي
ستيب أب ثري (بالإنجليزية: Step Up 3D)‏ هو فلم أمريكي ثلاثي الأبعاد غنائي راقص استعراضي.

## القصة
يدور فيلم الرقص والغناء الدرامي عن فرقة القراصنة يحاول البنك أخذ مكان تدريبهم فيدخلون في منافسة في بطولات الرقص ويفوزون ب 100ألف دولار بتغلبهم في المباراة النهائية على فريق الساموراي .

## الميزانية والإيرادات
بلغت تكلفة إنتاج الفيلم حوالي 30 مليون دولار بينما حقق أرباحا تقدر بـ 159.3 مليون دولار.

## وصلات خارجية
- ستيب أب ثري دي على موقع IMDb (الإنجليزية)
- ستيب أب ثري دي على موقع ميتاكريتيك (الإنجليزية)
- ستيب أب ثري دي على موقع روتن توميتوز (الإنجليزية)
- ستيب أب ثري دي على موقع نتفليكس (الإنجليزية)
- ستيب أب ثري دي على موقع قاعدة بيانات الأفلام العربية
- ستيب أب ثري دي على موقع ألو سيني (الفرنسية)
- ستيب أب ثري دي على موقع Turner Classic Movies (الإنجليزية)
- ستيب أب ثري دي على موقع أول موفي (الإنجليزية)
- ستيب أب ثري دي على موقع بوكس أوفيس موجو (الإنجليزية)
- ستيب أب ثري دي على موقع فيلمافينيتي (الإسبانية)

- ستيب أب ثري على يوتيوب